# Woodboro (Wisconsin)
Woodboro es un pueblo ubicado en el condado de Oneida en el estado estadounidense de Wisconsin. En el Censo de 2010 tenía una población de 813 habitantes y una densidad poblacional de 8,5 personas por km².

## Geografía
Woodboro se encuentra ubicado en las coordenadas 45°36′8″N 89°36′58″O / 45.60222, -89.61611. Según la Oficina del Censo de los Estados Unidos, Woodboro tiene una superficie total de 95.67 km², de la cual 88.61 km² corresponden a tierra firme y (7.38%) 7.06 km² es agua.

## Demografía
Según el censo de 2010, había 813 personas residiendo en Woodboro. La densidad de población era de 8,5 hab./km². De los 813 habitantes, Woodboro estaba compuesto por el 98.65% blancos, el 0.49% eran afroamericanos, el 0.12% eran amerindios, el 0.25% eran asiáticos, el 0% eran isleños del Pacífico, el 0% eran de otras razas y el 0.49% pertenecían a dos o más razas. Del total de la población el 0.74% eran hispanos o latinos de cualquier raza.